# Harald Alexandersson (1903–1974)
Harald Valdemar Alexandersson, född 14 december 1903, död 31 januari 1974, var en svensk elektrotekniker och industriman.
Alexandersson blev civilingenjör vid KTH 1928, var anställd vid L M Ericsson 1928–1937, sektionschef där 1934–1937 och VD för Aga-Baltic 1937–1944, samt VD för Svenska Radioaktiebolaget 1944–1950. 1950–1954 var han avdelningschef vid L M Ericsson och från 1954 överingenjör där.
Alexandersson tog ett stort antal patent, även utomlands, var ledamot av Svenska teknologföreningens styrelse 1942–1945 och var 1945–1947 ordförande för dess avdelning svenska elektroningenjörsföreningen.

### Fotnoter
1. ↑  Avlidna vem är det 1977
2. ↑  Vem är det 1969